# 奧庫馬雷德拉科斯塔
10°29′10″N 67°46′21″W / 10.48611°N 67.77250°W
奧庫馬雷德拉科斯塔（西班牙語：Ocumare de la Costa），是委內瑞拉的城鎮，位於該國北部阿拉瓜州，是奧庫馬雷德拉科斯塔德奧羅市的首府，距離馬拉凱43公里，面積398平方公里，人口約7,000。